# Estación de Belmonte
Belmonte es un apeadero ferroviario situado en el municipio español de Gibraleón, en la provincia de Huelva, comunidad autónoma de Andalucía. En la actualidad carece de servicios de viajeros.

## Situación ferroviaria
Se encuentra ubicada en el punto kilométrico 154,7 de la línea férrea de ancho ibérico que une Zafra con Huelva a 128 metros de altitud, entre las estaciones de El Cobujón y de Gibraleón. El tramo es de vía única y está sin electrificar. 

## Historia
La estación fue abierta al tráfico el 23 de julio de 1886, con la apertura del tramo Huelva-Valdelamusa de la línea férrea que pretendía unir Zafra con Huelva. Las obras corrieron a cargo de la Zafra-Huelva Company. Esta modesta compañía de capital inglés mantuvo la explotación del recinto hasta la nacionalización del ferrocarril en España y la creación de RENFE en 1941. Desde el 31 de diciembre de 2004 Renfe Operadora explota la línea mientras que Adif es la titular de las instalaciones ferroviarias. 